# Gitanos de Romania
Els gitanos (gitanos; rom, tradicionalment Țigani, "gitanos") constitueixen una de les minories més grans de Romania. Segons el cens del 2011, el seu nombre era de 621.000 persones, o el 3,3% de la població total, sent la segona minoria ètnica més gran de Romania després dels hongaresos. Hi ha diferents estimacions sobre la mida de la població total de persones amb ascendència gitana a Romania, que varien del 4,6% al més del 10% de la població, perquè moltes persones d'ascendència gitana no es declaren gitanes. Segons el Consell d’Europa, aproximadament 1.850.000 gitanos viuen a Romania (el 8,32% de la població total).

## Orígens
El poble romaní prové del nord de l'Índia, presumiblement de les regions del nord-oest de l'Índia com el Rajasthan i el Punjab.
L'evidència lingüística ha demostrat indiscutiblement que les arrels de la llengua romaní es troben a l'Índia: la llengua té característiques gramaticals de les llengües índies i comparteix amb elles una gran part del lèxic bàsic, per exemple, parts del cos o rutines diàries. Més exactament, el Romaní comparteix el lèxic bàsic amb l'hindi i el panjabi. Comparteix moltes característiques fonètiques amb Marwari, mentre que la seva gramàtica és la més propera al bengalí.
Les troballes genètiques del 2012 suggereixen que els romaní es van originar al nord-oest de l'Índia i van emigrar com a grup. Segons un estudi genètic realitzat el 2012, els avantpassats de les actuals tribus programades i de les poblacions de castes programades del nord de l'Índia, tradicionalment denominades Ḍoma, són les probables poblacions ancestrals dels gitanos europeus moderns.
El febrer de 2016, durant la Conferència Internacional de Gitanos, el ministre d'afers exteriors de l'Índia va declarar que la gent de la comunitat gitana eren fills de l'Índia. La conferència va acabar amb una recomanació al govern de l'Índia per reconèixer la comunitat gitana repartida per 30 països com a part de la diàspora índia.

## Terminologia
En romaní, la llengua materna dels gitanos, es pronuncia la paraula "gent"[ˈroma] o[ˈʀoma] funció del dialecte ([ˈrom] o [ˈʀom] en singular). Des dels anys noranta, la paraula també s'ha utilitzat oficialment en llengua romanesa, tot i que va ser utilitzada pels activistes gitanos a Romania des de 1933.
Hi ha dues grafies de la paraula en romanès: rom (plural romi) i rrom (plural rromi). La primera ortografia és la preferida per la majoria de ONGs romani i és l'única ortografia acceptada per l'Acadèmia Romanesa Dicţionarul explicativ a l'limbii române. Les dues formes reflecteixen el fet que per a alguns parlants de romaní hi ha dos fonemes ròtics (semblants a ar): /r/ i /ʀ/. Al sistema d'escriptura patrocinat pel govern (Courthiade), s'escriu /ʀ/ rr. La final i en rromi és el plural romanès (no romaní).
El nom romanès tradicional i familiar per Romani, és "țigani" (cognat amb Sèrbia Cigani, hongarès cigány, grega ατσίγγανοι (atsinganoi), francesos Tsiganes, portuguès Ciganos, holandès Zigeuner, alemany Zigeuner, Turquia Cigan, persa زرگری (Zargari), Àrab غجري (ghajri), italià zingari, rus цыгане (tsygane) i kazakh Сыған / ســىــعــان (syǵan)). Segons el context, el terme es pot considerar pejoratiu a Romania.
El 2009–2010, una campanya mediàtica seguida d'una iniciativa parlamentària va demanar al Parlament romanès que acceptés una proposta per revertir el nom oficial dels gitanos del país (adoptat el 2000) a Țigan (gitano), el nom romanès tradicional i col·loquial pels Romani per evitar la possible confusió entre la comunitat internacional entre les paraules Roma (que fa referència a la minoria ètnica romaní) i Romania. El govern romanès va donar suport al moviment basant-se en el fet que molts països de la Unió Europea utilitzen una variació de la paraula Țigan per referir-se a les seves poblacions gitanes. La cambra alta romanesa, el Senat, va rebutjar la proposta.

## Història i integració

### Arribada
Les dades lingüístiques i històriques indiquen que els gitanos van arribar als Balcans després d'un llarg període dins de l'Imperi Romà d'Orient, i que probablement es va produir cap al 1350. Aquesta data coincideix amb un període d'inestabilitat a l'Àsia Menor a causa de l'expansió dels turcs otomans, que pot haver estat un factor que va contribuir a la seva migració.
És probable que la primera arribada de gitanos al territori de l'actual Romania es produís poc després de 1370, quan grups de gitanos van migrar o van ser traslladats per la força al nord del Danubi, amb probabilitats que els gitanos arribessin a Transsilvània, que llavors formava part del Regne d'Hongria, a les darreres dècades del segle xiv. El primer registre escrit de gitanos en territori romanès data del 1385 i és de Valàquia, assenyalant el trasllat d'un grup de gitanos a la propietat del monestir de Prizren, la seva presència es documentà llavors a Transsilvània el 1400 i Moldàvia el 1425. Tanmateix, val la pena assenyalar que les dates anteriors es refereixen principalment a la primera arribada de gitanos als futurs territoris romanesos, les onades migratòries des del sud van continuar fins al segle xviii, quan la migració dels gitanos cap al nord, alguns dels quals eren turcs.

### Període d'esclavitud
Els romanís de Valàquia i Moldàvia van ser esclaus, des de la seva arribada a la regió, una situació que es va mantenir fins a les emancipacions de mitjan segle xix. La institució de l'esclavitud gitana també va existir a Transsilvània, especialment en els feus que havien estat sotmesos a un període de control per part dels prínceps valacs o moldavos, però la majoria dels gitanos transilvans no eren esclaus. Un fill d'un antic esclau gitano, Stefan Razvan, va aconseguir breument el poder a Moldàvia, governant com a voivod durant part de l'any 1595.
La contribució econòmica de l'esclavitud als principats danubians va ser immensa, tot i que mai no es va pagar cap compensació econòmica als esclaus alliberats. L'estat actual d'exclusió social i econòmica racialitzada a Romania té les seves arrels en la ideologia i la pràctica de l'esclavitud i, per tant, els seus efectes encara es noten avui. La discussió pública sobre l'esclavitud dels gitanos continua essent un tabú a la Romania moderna no existeix cap museu d'història dels gitanos, ni hi ha monuments o monuments commemoratius de l'esclavitud. Els llibres de text i el currículum escolar romanès minimitzen aquest i altres aspectes de la història dels gitanos o ho exclouen completament.

#### Esclavitud a Valàquia i Moldàvia
La institució d'esclavitud a Valàquia i Moldàvia era anterior a l'arribada dels gitanos a la regió, i en aquell moment s'aplicava principalment a grups de tàtars o cumans residents al territori. Tot i que inicialment tots els gitanos eren propietat de prínceps, els grups de gitanos van ser transferits molt ràpidament a monestirs o boiaris, creant els tres grups d'esclaus gitanos; esclaus principescos, esclaus del monestir i esclaus boiaris. Qualsevol gitano sense amo es convertiria automàticament en un esclau príncep, i qualsevol gitano d'origen estranger que passés pel domini del príncep s'arriscaria a ser esclavitzat. El component tàtar de la població d'esclaus va desaparèixer a la segona meitat del segle xv, fusionant-se amb la població gitana més nombrosa. Els gitanos durant aquest període es van organitzar en bandes compostes per 30-40 famílies. Aquestes bandes es van delinear per professió i es van anomenar per la naturalesa de la seva activitat econòmica, com ara exemples de rentadors d'or (aurari), d'esqueres d'os (ursari), de músics (lăutari) i de fabricants de culleres (lingurari).
L'esclavitud als principats danubians no significava generalment que els esclaus romanís o tàrtars estiguessin obligats a romandre a la propietat dels seus propietaris, la majoria dels gitanos seguien sent nòmades, però estaven lligats als seus propietaris per certes obligacions. Els esclaus constituïen la categoria més baixa de la societat, per sota dels serfs, que es diferencien d'aquests darrers no pel fet de ser poc lliures, sinó per la seva manca de personalitat jurídica. Els esclaus es consideraven propietat total dels seus propietaris i podien ser transferits, llegats, hipotecats o canviats per béns o serveis. A més, també es podrien apropiar de qualsevol propietat dels esclaus. Els esclaus podien ser empresonats o colpejats legalment pels seus amos en qualsevol moment, però no podien ser assassinats i els esclaus residents al senyoriu dels seus amos havien de ser alimentats i vestits. Alguns esclaus gitanos van poder viatjar i guanyar-se la vida a canvi d'un pagament fix als seus propietaris.
Els esclaus prínceps estaven obligats a fer treballs per a l'Estat i a pagar impostos especials, segons un sistema basat en la tradició. Aquestes obligacions es van anar incrementant constantment durant el període d'esclavitud dels gitanos i, de vegades, es van estendre parcialment als esclaus propietat de monestirs i bojars. Existia un sistema jurídic paral·lel administrat per líders i sheriffs gitanos locals, ja que els gitanos no tenien accés a la llei i els danys causats pels gitanos a la propietat o a persones que no eren gitanos eren legalment responsabilitat dels seus propietaris legals. Els assassinats de gitanos eren tècnicament castigats amb la mort, però sembla que els boisers que van matar un esclau mai no havien estat executats a la pràctica i els gitanos que en van matar un altre normalment se'ls oferiria simplement com a indemnització al mestre de la víctima. Tot i que els registres contemporanis mostren que els esclaus gitanos eren alliberats ocasionalment pels seus amos, això era molt inusual.
A finals del segle xviii es van promulgar codis legals formals que prohibien la separació de les parelles casades. Aquests codis també prohibien la separació dels fills dels seus pares i feien legal el matrimoni entre persones lliures i gitanes sense l'esclavitud de la parella no gitana, que havia estat la pràctica fins aquell moment. Els fills d'aquests sindicats ja no es considerarien gitanos sinó persones lliures.

#### Situació dels gitanos a la Transsilvània baixmedieval i moderna
La situació dels gitanos a Transsilvània va diferir de la de Valàquia i Moldàvia a causa de les diferents condicions polítiques que hi van prevaler. En el moment de l'arribada dels primers gitanos, cap al 1400, la regió formava part del Regne d'Hongria, convertint-se en principat autònom a mitjan segle xvi abans de caure finalment sota el domini de la monarquia dels Habsburg a finals del segle xvii.
La regió de Făgăraş, fronterera amb Valàquia, va estar sota el control del príncep de Valàquia fins a finals del segle xv i, per tant, les institucions d'esclavitud que pertanyien a aquesta regió eren idèntiques a les de Valàquia. També hi ha proves que l'esclavitud es practicava en aquelles zones que estaven temporalment sota el control del príncep de Moldàvia. L'única diferència notable respecte a la situació de Valàquia i Moldàvia era que, a més de les tres categories d'esclaus que es trobaven en aquests principats, els gitanos eren propietat del castell de Bran, la propietat del qual va ser transferida posteriorment a la ciutat de Braşov. Aquest règim especial d'esclavitud en regions específiques de Transsilvània va continuar durant tot el període del principat autònom, abans de la seva abolició definitiva sota els Habsburg el 1783.
Tanmateix, la majoria de gitanos de Transsilvània no eren esclaus, sinó que constituïen un tipus de serf real, amb obligacions de servei i impostos a l'estat establertes a un nivell inferior al de la població no gitana. Els gitanos també estaven exempts del servei militar i gaudien d'un cert grau de tolerància per les seves pràctiques religioses no cristianes. El paper econòmic dels artesans i artesans gitanos nòmades va ser significatiu en l'economia rural. Molts gitanos van conservar el seu estil de vida nòmada, gaudint del dret a acampar a la terra de la corona, però, al llarg dels segles, una part de la població es va establir a pobles saxons, a la vora de les ciutats o a les possessions dels boards. Els que es van establir a les possessions boyars es van convertir ràpidament en serfs i es van integrar a la població local, mentre que els de les ciutats i pobles tendien a conservar la seva identitat i llibertat, encara que com a grup marginat.
A la segona meitat del segle xviii, la monarquia dels Habsburg va emprendre una sèrie de mesures destinades a assimilar per força els gitanos i suprimir el seu estil de vida nòmada. El més sever d'aquests decrets va arribar el 1783 quan l'emperador Josep II va aplicar una sèrie de polítiques que incloïen prohibir als gitanos el comerç de cavalls, viure en tendes de campanya, parlar romaní o fins i tot casar-se amb un altre gitano. Finalment també van emancipar els darrers esclaus de Transsilvània. Sembla que poques vegades els decrets s'han implementat íntegrament, cosa que va impedir l'extermini cultural dels gitanos, però van ser molt eficaços a l'hora de promoure la sedentarització dels gitanos en aquelles zones de la Romania actual, llavors controlada pels Habsburg.

#### Esclavitud gitana immediatament anterior a l'emancipació
Fins a principis del segle xix, els gitanos de Valàquia i Moldàvia es mantenien en condicions d'esclavitud que havia canviat molt poc des del segle xiv, malgrat els canvis significatius que s'havien produït en altres sectors de la societat. L'esclavitud dels gitanos era vista com una part integral del sistema social dels principats, amb els governants fanariotes fortament influenciats pel conservadorisme dels seus suzerans otomans. Després de la substitució dels fanariots per prínceps nadius el 1821, Valàquia i Moldàvia van experimentar un període d'occidentalització i modernització, eliminant moltes de les institucions de l'antic règim, però consagrant formalment l'esclavitud en els actes fundacionals dels principats.
Com a part d'aquesta modernització, els boiars propietaris d'esclaus van començar a explotar el seu treball d'una manera més capitalista. Els esclaus gitanos s'utilitzaven durant els mesos d'estiu en tasques agrícoles, que no havien estat pràctiques habituals, obligats a treballar a les obres i fins i tot a les fàbriques del naixent sector industrial. Els propietaris privats d'esclaus, monestirs i fins i tot l'Estat contractaven sovint la seva força de treball esclava per grans quantitats de diners. Aquest nou sistema capitalista d'explotació va transformar els esclaus en mercaderies en el sentit complet del terme, mentre que en el passat els esclaus solien vendre's in extremis, les subhastes massives d'esclaus es van convertir en un lloc comú. Com a resultat d'aquest nou mode d'explotació, l'estil de vida nòmada dels gitanos de Moldàvia i Valàquia ja no era possible i, com els gitanos transilvans, es van convertir en una població en gran manera sedentària. La població exacta d'esclaus de Valàquia i Moldàvia en aquest moment és qüestió de debat, però l'historiador Viorel Achim xifra al voltant de 400.000, és a dir, el 7% de la població.

#### Emancipació
A partir de la dècada de 1830, les crítiques internacionals i nacionals sobre l'esclavitud dels gitanos van ser cada vegada més importants, provocades per esdeveniments com les subhastes massives d'esclaus celebrades a Bucarest. El suport a l'emancipació dels gitanos des dels principats va ser marginal a la dècada de 1830, però es va generalitzar entre les classes educades a la dècada de 1840, abans de convertir-se en un moviment abolicionista ben definit a la dècada de 1850. Es va dur a terme un debat acalorat als diaris, amb veus abolicionistes inicialment centrades en la pobresa material i espiritual que patien els esclaus, i el dany que això va causar a la imatge del país, abans d'adoptar arguments basats en l'humanisme i el liberalisme. Els crítics de l'esclavitud també van argumentar la improductivitat econòmica del treball esclau. Durant les revolucions de 1848, els radicals moldaus i valacs van incloure l'abolició de l'esclavitud com a part dels seus programes.
L'estat valac va alliberar els seus propis esclaus el 1843, i això va ser seguit per l'emancipació dels esclaus de l'església el 1847. El govern de Barbu Dimitrie Știrbei (1849-1856) va introduir restriccions graduals de la llibertat dels propietaris privats d'esclaus per vendre o donar esclaus. El 1850 es va introduir una regulació que obligava els propietaris d'esclaus que desitjaven vendre esclaus a fer-ho a la hisenda estatal, que els alliberaria immediatament. El 1851 es va introduir una mesura que permetia a l'Estat comprar obligadament esclaus maltractats. El decret final d'emancipació, titulat “La llei per a l'emancipació de tots els gitanos del Principat de Valàquia”, es va promulgar el febrer de 1856, posant fi a l'esclavitud a Valàquia. Els propietaris d'esclaus rebien una indemnització de 10 ducats per cada esclau que posseïen, amb el cost d'aquesta compra a càrrec dels ingressos fiscals que pagarien els esclaus alliberats. La llei obligava els gitanos a establir-se en pobles, on podien tributar més fàcilment, obligant així els darrers gitanos nòmades a convertir-se en sedentaris.
A Moldàvia, l'aplicació d'una llei d'emancipació de 1844 va alliberar esclaus estatals i eclesiàstics, deixant només esclaus boiaris al principat. El príncep Grigore Alexandru Ghica va emancipar els esclaus moldavos finals el 1855, establint diferents taxes de compensació en funció de si els gitanos eren lăieşi nòmades (4 ducats) o vătrași i linguari establerts (8 ducats). No es va pagar cap indemnització per a invàlids o nadons. Com a Valàquia, la compensació es va finançar amb els impostos pagats pel monestir alliberat i els esclaus estatals, però a Moldàvia es va cobrir amb fons recaptats del clergat. Alguns propietaris d'esclaus van optar per ser compensats en bons, pagant un 10% d'interessos anuals o amb una exempció de tributació de 10 anys.
A Bessaràbia, annexionada per l'Imperi Rus el 1812, els gitanos van ser alliberats el 1861. Molts d'ells van emigrar a altres regions de l'imperi, mentre comunitats importants van romandre a Soroca, Otaci i els voltants de Cetatea Albă, Chișinău i Bălți.

### De l'emancipació al 1918

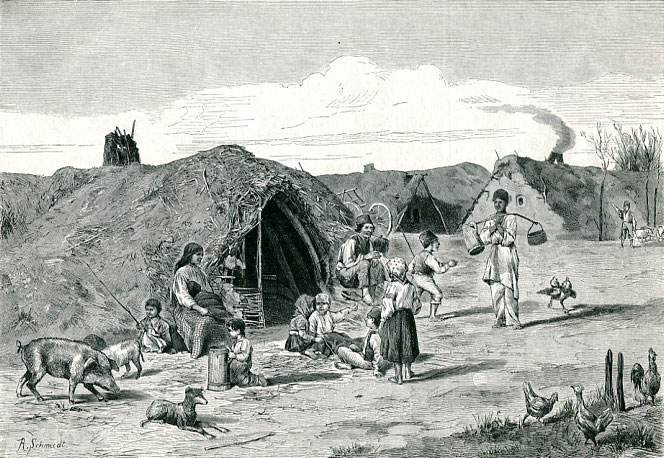
Poble gitano de Romania després de l'abolició de l'esclavitud, 1884

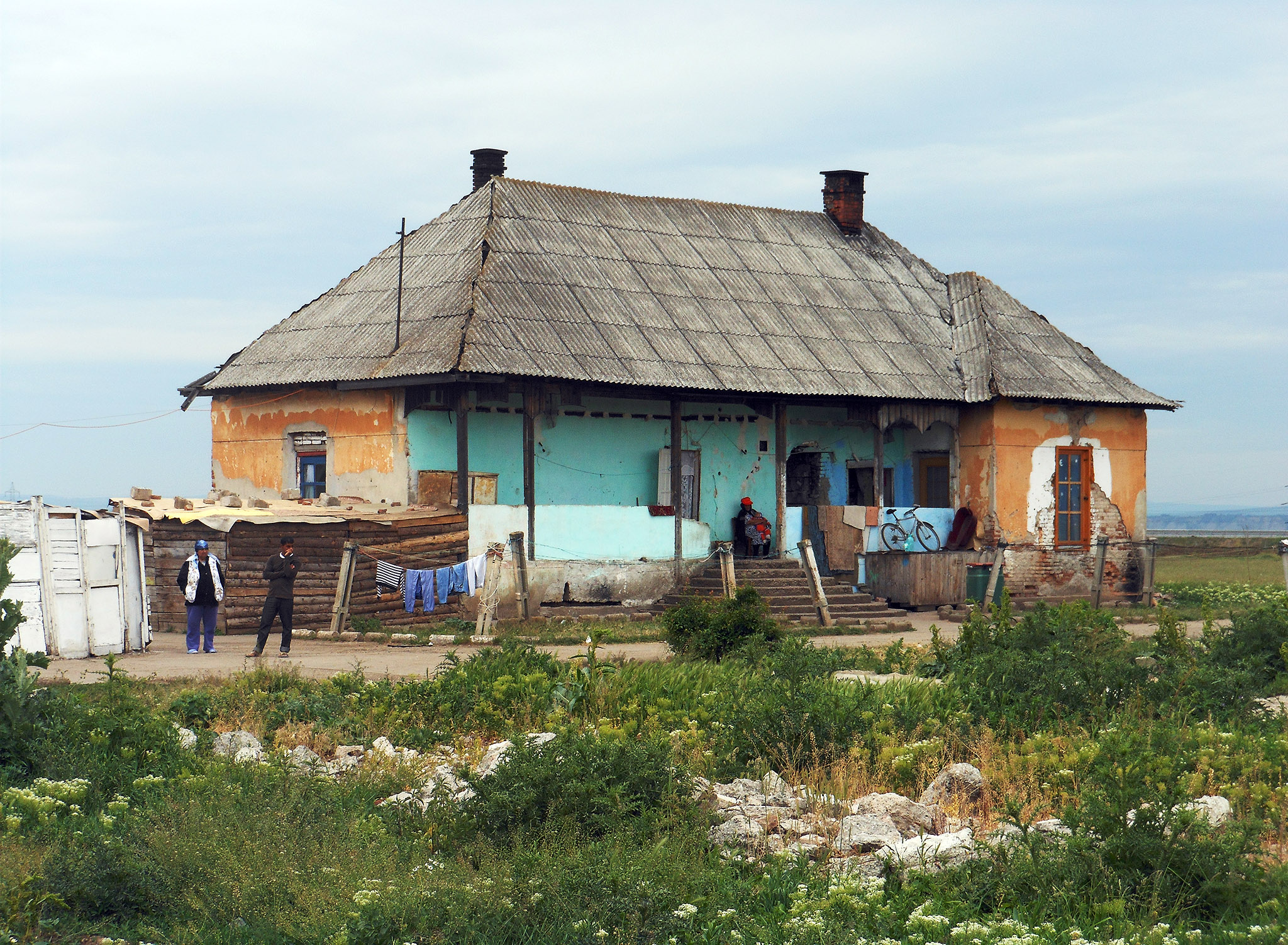
Imatge d'una casa que acull una família gitana.

L'alliberament dels gitanos va millorar l'estatus legal dels gitanos de Romania, però van conservar la seva posició com el sector més marginat de la societat romanesa. Sovint continuaven treballant per als mateixos mestres, sense millorar significativament les seves condicions materials. Els gitanos que no continuaven treballant pels seus antics propietaris sovint patien grans penúries econòmiques, essent freqüents els empresonaments i la mort per fam. Durant els primers trenta anys posteriors a l'alliberament, es va produir un fenomen notable d'urbanització, amb molts gitanos que van ser expulsats de les finques dels seus antics propietaris o que no desitjaven adoptar un estil de vida camperol, migrant a les ciutats. Això va contrastar la situació observada en alguns altres grups de gitanos, que es van adaptar plenament a aquesta nova condició i es van assimilar a la població camperola, perdent la seva condició de gitana tant culturalment com oficialment.
El trastorn social de l'emancipació va provocar l'emigració massiva de gitanos des del territori romanès, inicialment cap a l'Imperi Austrohongarès i des d'allà cap a Europa occidental, Polònia, l'Imperi Rus, Escandinàvia i Amèrica. Aquesta migració va ser l'origen principal de les poblacions gitanes de Vlax que es troben avui a tot el món, tot i que és probable que alguns grups de Vlax puguin haver emigrat fora de Romania abans de l'emancipació. Aquest patró d'emigració gitana va continuar fins després de la Primera Guerra Mundial, amb els gitanos a Baviera registrats com a passaports romanesos a la dècada de 1920.
El resultat d'aquests processos d'assimilació i emigració va ser un descens relatiu del percentatge d'habitants gitanos residents a Moldàvia, Valàquia i Bessaràbia. En el moment de l'emancipació, la proporció de les poblacions de Moldàvia i Valàquia que havien estat esclaves rondava el 7%, entre 200.000 i 250.000 persones. A la darrera dècada del segle xix s'estima que el nombre de gitanos ha crescut fins a situar-se entre 250.000 i 300.000, un 4-5% de la població.
El 1893, les autoritats hongareses van realitzar un cens de gitanos transilvans que proporciona una gran quantitat d'informació sobre la seva situació social i econòmica a finals del segle xix. Hi ha proves d'un procés d'assimilació a la població general similar al que s'estava produint a Moldàvia i Valàquia, amb grups romanís que adoptaven una identitat ètnica romanesa, hongaresa, székely o saxona. Tanmateix, també hi ha proves que els gitanos conserven la seva identitat específica, fins i tot quan havien abandonat la llengua romaní: el cens indica que el 38,1% dels gitanos de Transsilvània parlava hongarès com a llengua materna, el 29,97% parlava romaní, el 24,39% parlava romanès, números que parlen llengües eslaves o alemany. Encara que era una població en gran part rural, els gitanos de Transsilvània rarament participaven en l'agricultura, treballant més habitualment com a artesans o artesans, amb el nomadisme gairebé completament eliminat a aquesta data.

### El període d'entreguerres
Després de la Primera Guerra Mundial, es va establir la Gran Romania que incloïa Transsilvània, Banat, Bucovina i Bessaràbia i altres territoris que van augmentar el nombre d'ètnics gitanos a Romania. Tot i això, malgrat aquest augment del nombre absolut de gitanos al país, va continuar la davallada de la proporció relativa de gitanos a Romania. El primer cens a la Romania d'entreguerres es va produir el 1930. Hi havia 242.656 persones (1,6%) registrades com a gitanos (țigani), aquesta xifra era inferior a les xifres registrades a finals del segle xix, tot i que gairebé segur que era molt inferior a la xifra real. El motiu d'aquest relatiu declivi va ser la continuada assimilació gradual dels gitanos a una identitat ètnica romanesa o hongaresa, lligada a la condició de camperols o de minifundistes, procés que es va accelerar amb la reforma agrària realitzada després de la guerra.
Les tradicionals activitats econòmiques gitanes de treballs de metall i artesania es van fer menys sostenibles durant aquest període, a mesura que els romanesos ètnics van començar a adoptar oficis com el treball de la fusta i la competència dels productes manufacturats va augmentar. Els pocs gitanos que mantenien un estil de vida nòmada tendeixen a abandonar els seus oficis tradicionals i adoptar el paper de colportors, i el seu estil de vida tradicional es va fer molt difícil per la negativa de la policia a permetre'ls acampar a prop de pobles. Aquests canvis econòmics i socials van reduir la força del sistema clan tradicional i, malgrat les diferències socials i lingüístiques entre els grups gitanos, van fomentar una identitat gitana comuna.
El període de la democràcia romanesa, entre el 1918 i el 1938, va provocar una florida organització cultural, social i política gitana. El 1933 es van fundar dos òrgans nacionals competents de representació de gitanos, l'Associació General de Gitanos a Romania i la Unió General de Gitanos a Romania. Aquestes dues organitzacions eren rivals amargs que competien pels membres i els líders dels quals es llançaven atacs amargs entre ells, amb aquests darrers, sota el lideratge de l'autodeclarat voivoda gitano Gheorghe Niculescu, emergint com l'única força realment nacional. L'objectiu declarat de l'organització era "l'emancipació i el despertar de la nació gitana" perquè els gitanos poguessin viure al costat dels seus compatriotes "sense avergonyir-se".
La Unió General de Gitanos de Romania va tenir alguns èxits abans de la seva supressió el 1941, fins i tot va continuar funcionant fins a cert punt després de l'establiment d'una reial dictadura el 1938. Es van obtenir terres per a gitanos nòmades, es van organitzar matrimonis eclesiàstics per formalitzar legalment i espiritualment les parelles gitanes i es van proporcionar serveis legals i mèdics als gitanos. També van convèncer el govern de permetre als gitanos la llibertat de moviment dins del territori nacional per permetre'ls practicar els seus oficis.
La Dictadura Reial de Carol II, del 1938 al 1940, va adoptar polítiques discriminatòries contra els jueus romanesos i altres minories nacionals de Romania. No obstant això, els gitanos de Romania no es consideraven una minoria nacional i, com que el nacionalisme romanès no havia tingut fortes tendències antigitanistes durant el període d'entreguerres, els gitanos no van patir una persecució particular en aquest moment.
Les actituds anti-gitanes més fortes del període 1918-1940 no es van trobar en la política, sinó en el món acadèmic. El racisme científic estava arrelat als departaments universitaris dedicats a l'eugenèsia i la biopolítica, que consideraven els jueus i els gitanos com un "perill bioètnic" per a la nació romanesa. Aquestes opinions es posarien de manifest políticament durant la dictadura de Ion Antonescu (1940-1944).

### Persecució durant la Segona Guerra Mundial
Durant el 1940, Romania es va veure obligada a cedir territori a Hongria i la Unió Soviètica, un desastre que va provocar el cop militar que va instal·lar el general Ion Antonescu, primer en concert amb la Guàrdia de Ferro feixista, i més tard com a dictadura feixista predominantment militar aliada amb els nazis. Antonescu va perseguir els gitanos amb una severitat creixent fins a la invasió de Romania pels soviètics i el seu derrocament pel rei el 1944. Durant la Segona Guerra Mundial, el règim va deportar 25.000 gitanos a Transnístria; d'aquests molts milers van morir, amb estimacions del nombre exacte que oscil·len entre els 11.000 i els 12.500. En total, des del territori de l'actual Romania (incloent-hi la Transsilvània del Nord), 36.000 romanís van morir durant aquest temps. Els maltractaments contra els romanís romanesos durant la Segona Guerra Mundial han rebut poca atenció per part dels historiadors romanesos, malgrat l'extensa literatura històrica que detalla la història del règim d'Antonescu.

#### Deportacions a Transnistria
El discurs antigitano que havia estat present a l'acadèmia romanesa durant la dècada de 1930 es va fer més destacat com a corrent intel·lectual després del 1940, amb acadèmics que mai abans no havien expressat opinions antigitanes i els eugenesistes feien demandes més radicals com l'esterilització. de gitanos per protegir la "puresa ètnica" de Romania. Aquests punts de vista també van trobar expressió en la ideologia de la "legionària" Guàrdia de Ferro, que va seguir els científics en identificar un "problema gitano" a Romania, però, van ser suprimits el gener de 1941 abans que s'haguessin promulgat mesures serioses anti-gitanes. L'objectiu declarat del règim post legionari d'Antonescu era la "romanització" del territori de Romania, mitjançant la neteja ètnica de les minories, especialment jueus i gitanos.
Tot i que sembla que Antonescu va planejar inicialment la deportació per etapes de tota la població gitana a Transnistria, territori soviètic ocupat per Romania, només es va dur a terme la primera etapa. L'onada inicial estava composta per gitanos que el règim considerava un "problema", el maig de 1942 es va realitzar una enquesta policial per identificar qualsevol gitano que tingués condemnes penals, no pogués mantenir-se, mancés d'una ocupació clara o practiqués el nomadisme. Immediatament després de l'enquesta, els gitanos d'aquestes categories tenien prohibit sortir del seu comtat de residència. La deportació d'aquestes persones i de les seves famílies es va justificar amb l'excusa de combatre la criminalitat que es produïa durant els talls de llum.
El transport de tots els gitanos romanesos nòmades es va dur a terme entre juny i agost de 1942 i estava compost per 11.441 persones, 6714 d'elles nens. Aquesta deportació també incloïa aquells gitanos nòmades que servien a l'exèrcit, que van ser retornats del front per transportar-los. L'expulsió de gitanos sedentaris es va produir durant el setembre de 1942 i va ser incompleta, incloent només 12.497 de les 31.438 persones registrades a l'enquesta policial. Aquest grup estava format per gitanos classificats com a "perillosos i indesitjables" i excloïen els gitanos que havien estat mobilitzats pels militars i les seves famílies.
Les deportacions de setembre, que es van produir amb tren, van ser caòtiques i sovint incloïen persones que no estaven destinades a ser deportades o, en alguns casos, que ni tan sols eren gitanos. Es van informar de casos de robatori i compra explotadora de mercaderies per part de la policia i els gendarmes, i els deportats no tenien permís per transportar mercaderies suficients per a la supervivència a Transnistria. Malgrat l'ordre de respectar els membres de la família dels soldats que servien, molts van ser deportats, cosa que va provocar protestes dels soldats gitanos i queixes de la jerarquia de l'exèrcit. A més d'expulsions menors a finals de setembre i principis d'octubre, es va produir una certa repatriació d'individus i famílies que havien estat deportats per error, abans que es detingués la deportació de gitanos el 14 d'octubre de 1942, a causa de la seva impopularitat.
Els gitanos deportats s'establien generalment a les vores dels pobles dels comtats de Golta, Ochakov, Balta i Berezovka, i el seu assentament necessitava sovint el desallotjament de residents ucraïnesos que eren llistats a les cases dels seus veïns. L'activitat econòmica dels gitanos estava, teòricament, organitzada sistemàticament per l'Estat, però, en realitat, la demanda de mà d'obra era insuficient per ocupar-los i eren incapaços de mantenir-se a través del treball. La seva alta concentració en llocs específics va provocar escassetat d'aliments, ja que les autoritats locals d'ocupació no tenien recursos suficients per alimentar els deportats. Els gitanos deportats van patir grans dificultats des del principi a causa del fred i la manca d'aliments, essent notable una elevada taxa de mortalitat des del començament del període de deportació. A vegades, les colònies gitanes no van rebre racions alimentàries durant setmanes i, com que no es va emetre cap roba per suplir el subministrament insuficient que se'ls havia permès portar, l'hivern ucraïnès va provocar molt de patiment i moltes morts, mentre que l'assistència sanitària era pràcticament inexistent.
El nombre de morts per fred i fam entre els gitanos transportats no es pot calcular de forma segura, ja que no existeixen estadístiques actuals fiables. Transnístria va ser evacuada per l'exèrcit romanès a principis de 1944, davant les forces soviètiques que avançaven. Alguns gitanos van viatjar de tornada a Romania, mentre que d'altres van romandre en territori soviètic, des d'on probablement es van dispersar a altres regions, un factor que dificulta molt els càlculs exactes de mortalitat entre els transportats. L'historiador romanès Viorel Achim xifra el nombre de morts al voltant de la meitat dels transportats, aproximadament 12.500 persones, mentre que la Comissió Internacional sobre l'Holocaust a Romania dona una estimació d'11.000.

### Durant el règim comunista i després del 1989
Les autoritats comunistes han intentat integrar la comunitat gitana, per exemple, construint-hi pisos. A part de la campanya nacional del 1977 que va confiscar tot l'or (en particular les joies) pertanyents als gitanos, hi ha pocs documents sobre la situació particular d'aquest grup ètnic durant la dictadura de Ceaușescu.

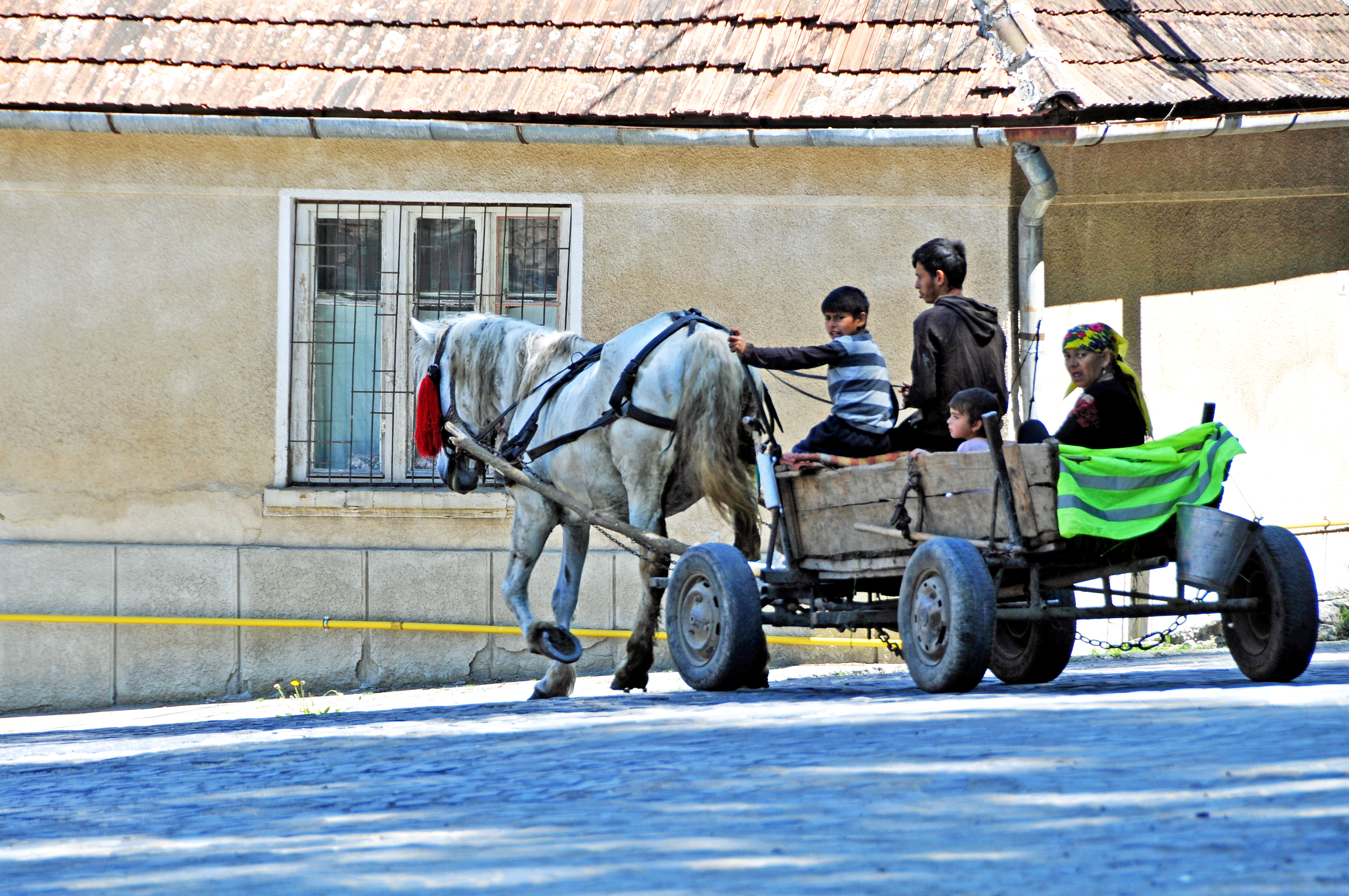
Una família gitana que viatja en vagó.

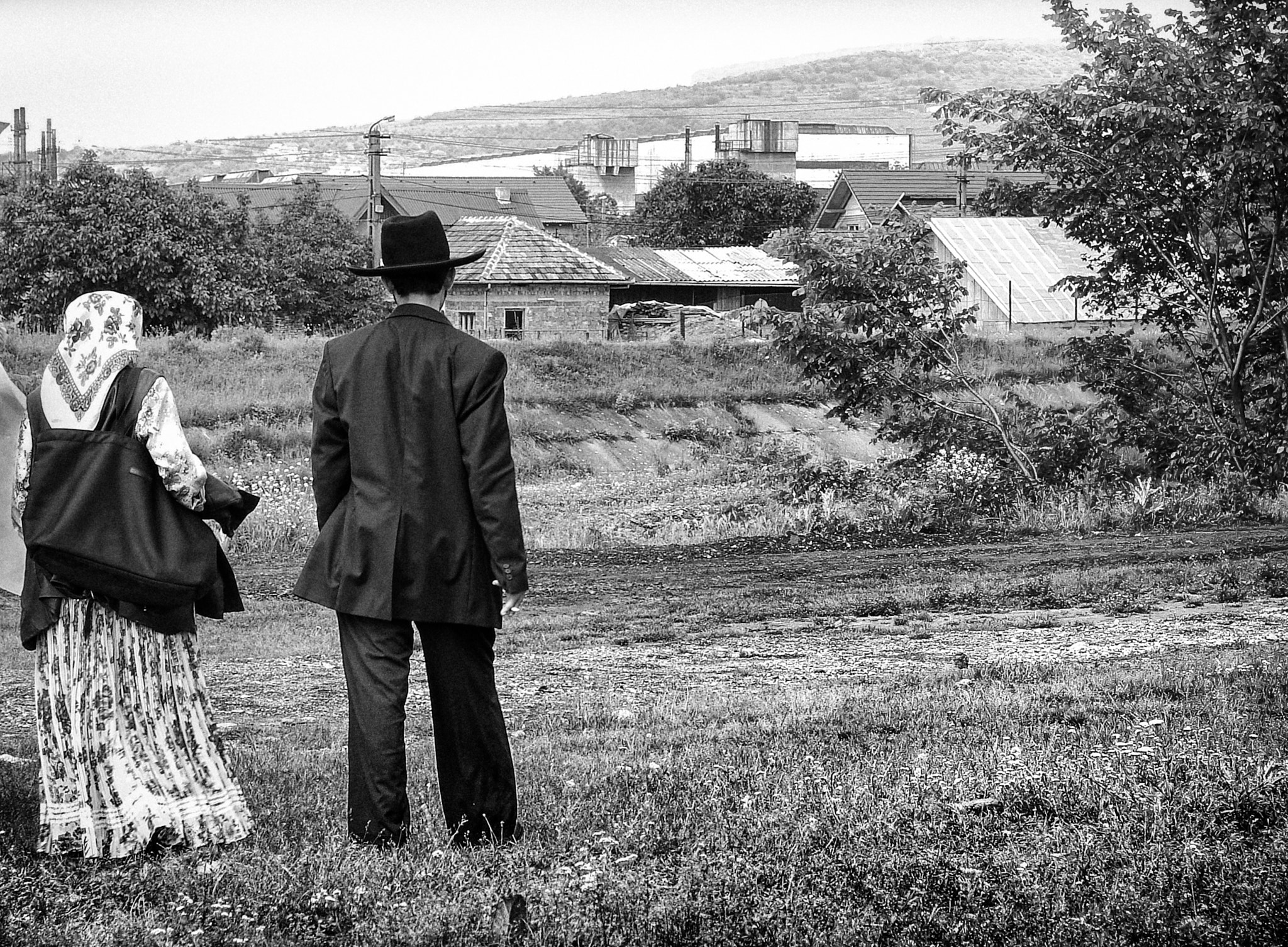
Una parella de gitanos

De vegades, les autoritats intentaven tapar crims relacionats amb l'odi racial, per no augmentar la tensió social. Un exemple d'això és el crim comès per un camioner anomenat Eugen Grigore, de Iași que, el 1974, per venjar la mort de la seva dona i dels seus tres fills provocada per un grup de gitanos, va conduir el seu camió al campament de gitanos i va matar 24 persones. Aquest fet es va fer públic només als anys 2000.
Després de la caiguda del comunisme a Romania, hi va haver molts conflictes interètnics dirigits a la comunitat gitana, sent els més famosos els disturbis de Hădăreni de 1993. Altres enfrontaments importants contra els gitanos van passar, del 1989 al 2011, a Turulung, Vârghiș, Cuza Vodă, Bolintin-Deal, Ogrezeni, Reghin, Cărpiniş, Găiseni, Plăieşii de Sus, Vălenii Lăpuşului, Racşa, Valea Largă, Apața, Sânmartin, Sâncrăieni i Racoş. Durant el Mineriad de juny de 1990, un grup de manifestants va organitzar un pogrom als barris gitanos de Bucarest. Segons la premsa, les batudes van resultar en la destrucció d'apartaments i cases, cops d'homes i agressions a dones d'ètnia gitana.
Molts polítics també han fet algunes declaracions ofensives contra el poble gitano, com el president d'aquella època Traian Băsescu, que, el 2007, va qualificar una dona gitana de “gitana pudent”. Més tard, el 2020, durant un programa de televisió, Băsescu va expressar objeccions sobre l'ús del terme "gitana" en lloc de "gitano", que segons ell va ser "creat artificialment durant els anys 90" i "produeix confusió amb els romanesos que viuen a l'estranger". Va afegir que el poble gitano va crear una mala imatge de Romania i que els grups gitanos "(criminals) han d'entendre que no poden ser tolerats amb la seva forma de vida. Després d'aquestes afirmacions, el CNCD multar.
Al novembre de 2011, l'alcalde de la ciutat de Baia Mare, Cătălin Cherecheș, va decidir construir un mur en un barri habitat per una comunitat gitana. El Consell Nacional Antidiscriminatori el 2020 va multar l'alcalde per no enderrocar la muralla. També el 2020, l'alcalde de Târgu Mureș, Dorin Florea, es va queixar que el seu comtat té el nombre més gran de gitanos i que són "un greu problema per a Romania".
Un informe de la UE del 2000 sobre Romani deia que a Romania... els continus alts nivells de discriminació són una greu preocupació.. i el progrés s'ha limitat a programes destinats a millorar l'accés a l'educació.
Diverses institucions internacionals, com el Banc Mundial, el Banc de Desenvolupament del Consell d'Europa (CEB) i l'Open Society Institute (OSI), van posar en marxa la Dècada 2005-2015 per a la inclusió dels gitanos. Per això, va seguir la Dècada de la UE d'inclusió de gitanos per combatre aquest i altres problemes. La integració dels gitanos es fa difícil també a causa d'una gran disparitat econòmica i social; segons el cens del 2002, els gitanos són el grup ètnic amb un percentatge més elevat d'analfabetisme (25,6%), i només la minoria turca té un percentatge similar (23,7%). Dins del sistema educatiu romanès hi ha discriminació i segregació, cosa que comporta taxes d'abandonament escolar més baixes i qualificacions més baixes per als estudiants gitanos. L'esperança de vida de la minoria gitana també és deu anys inferior a la mitjana romanesa.
L'adhesió de Romania a la Unió Europea el 2007 va fer que molts membres de la minoria gitana, l'ètnia més desfavorida socialment de Romania, emigressin massivament a diversos països de l'Europa occidental (sobretot a Espanya, Itàlia, Àustria, Alemanya, França, Bèlgica, Regne Unit, Suècia) amb l'esperança de trobar una vida millor. Es desconeix el nombre exacte d'emigrants. El 2007 Florin Cioabă, un important líder de la comunitat gitana (també conegut com el "rei de tots els gitanos"), va declarar en una entrevista que preocupava que Romania pogués perdre la seva minoria gitana. No obstant això, el següent cens de població el 2011 va mostrar un augment substancial en els que registraven ètnia gitana.
L'associació Pro Democrația a Romania va revelar que el 94% de les persones interrogades creu que la ciutadania romanesa hauria de ser revocada als roms ètnics que cometen crims a l'estranger. Una altra enquesta va revelar que el 68% dels romanesos pensen que els gitanos cometen la majoria dels delictes, el 46% opina que són lladres, mentre que el 43% és mandrós i brut i el 36% creu que la comunitat gitana pot esdevenir una amenaça per a Romania.
En una altra enquesta feta el 2013 per IRES, el 57% dels enquestats va afirmar que generalment no confia en persones d'ascendència gitana i només el 17% va dir que tenia un amic gitano. Tot i això, el 57% va dir que aquest grup ètnic no està discriminat a Romania, el 59% va afirmar que els gitanos no haurien de rebre ajuda de l'Estat i que els gitanos són pobres perquè no els agrada treballar (72%) i que la majoria d'ells són matons (61%). IRES va publicar el 2020 una enquesta que va revelar que el 72% dels romanesos no confien en els gitanos i en tenen una opinió negativa.

## Demografia

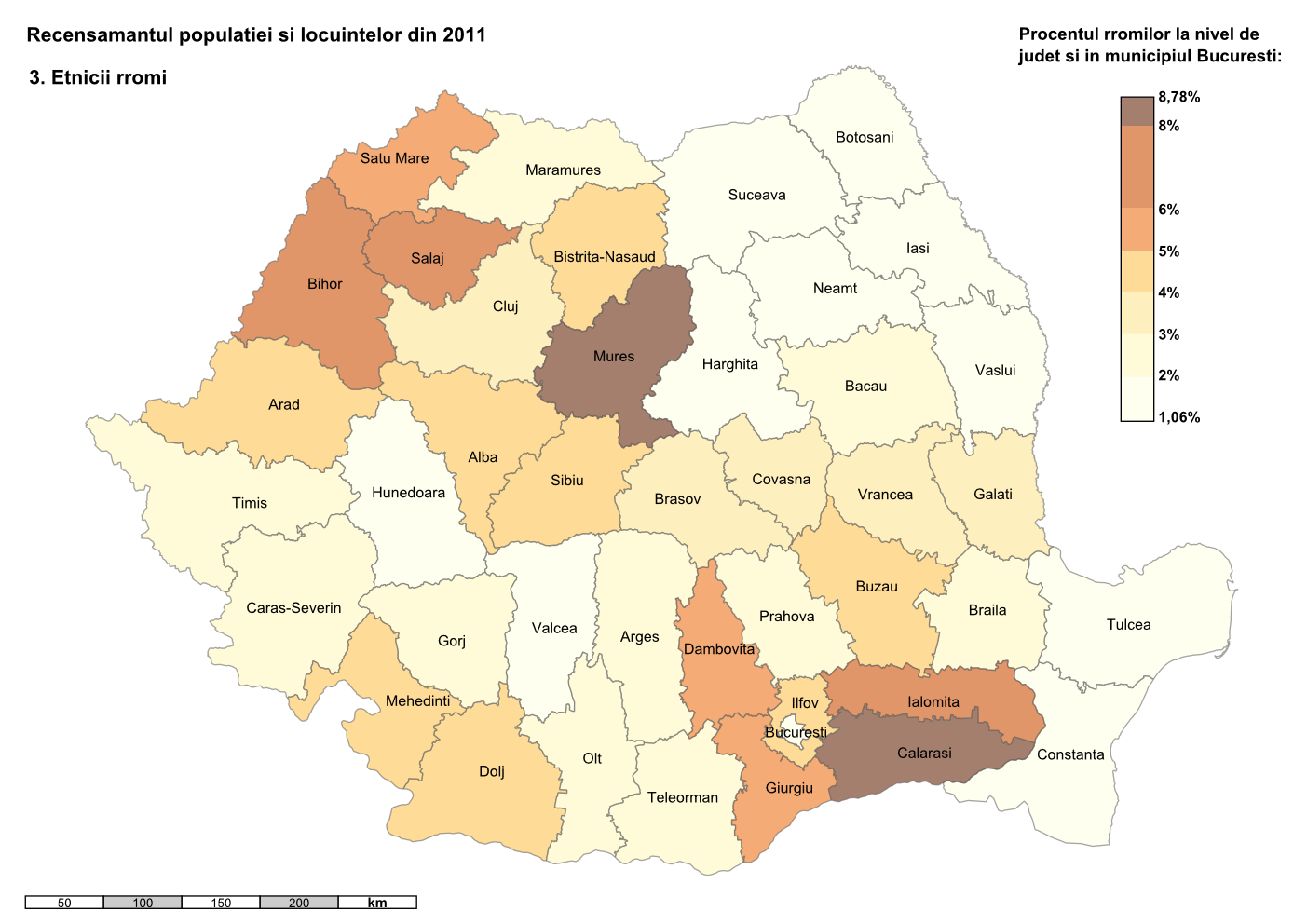
La minoria gitana a Romania per comarques (cens del 2011)

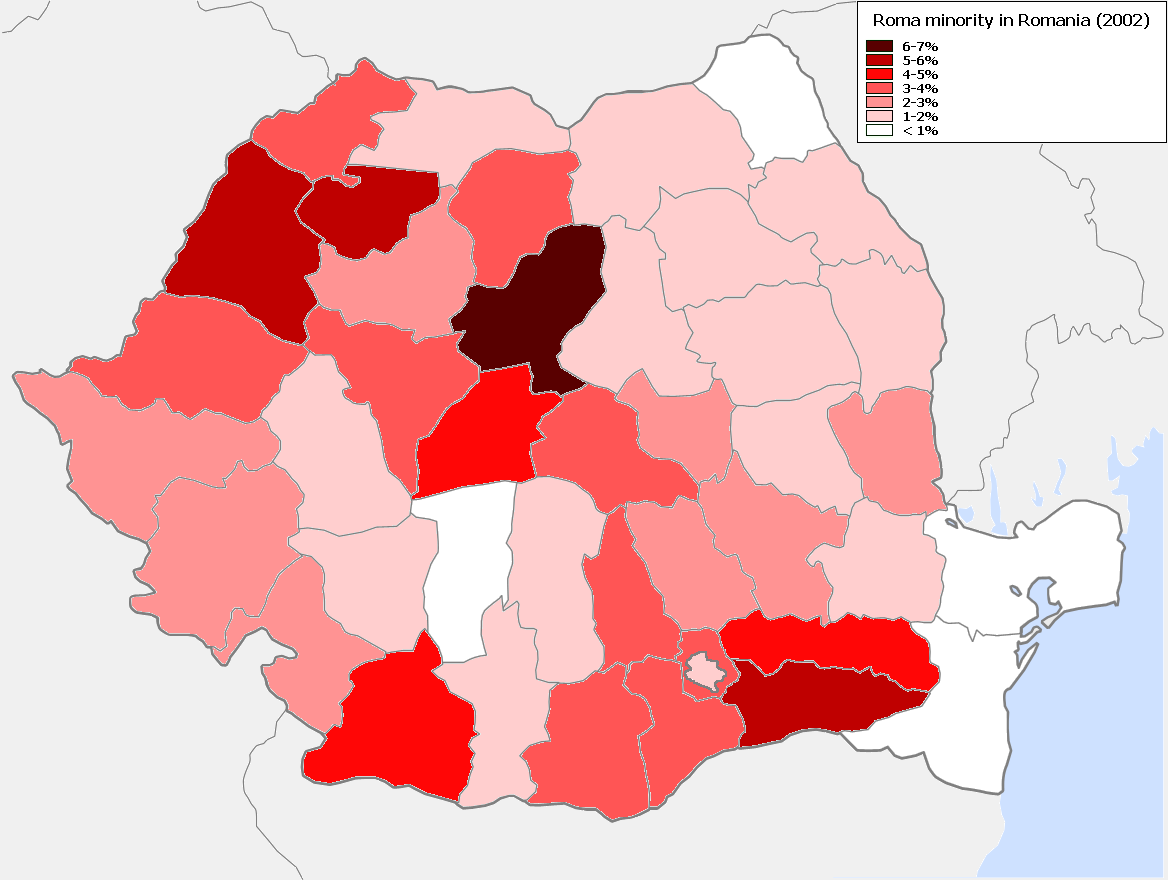
La minoria gitana a Romania per comarques (cens del 2002)

Percentatge de minoria gitana que parla llengua gitana a Romania per comtat (cens del 2011)

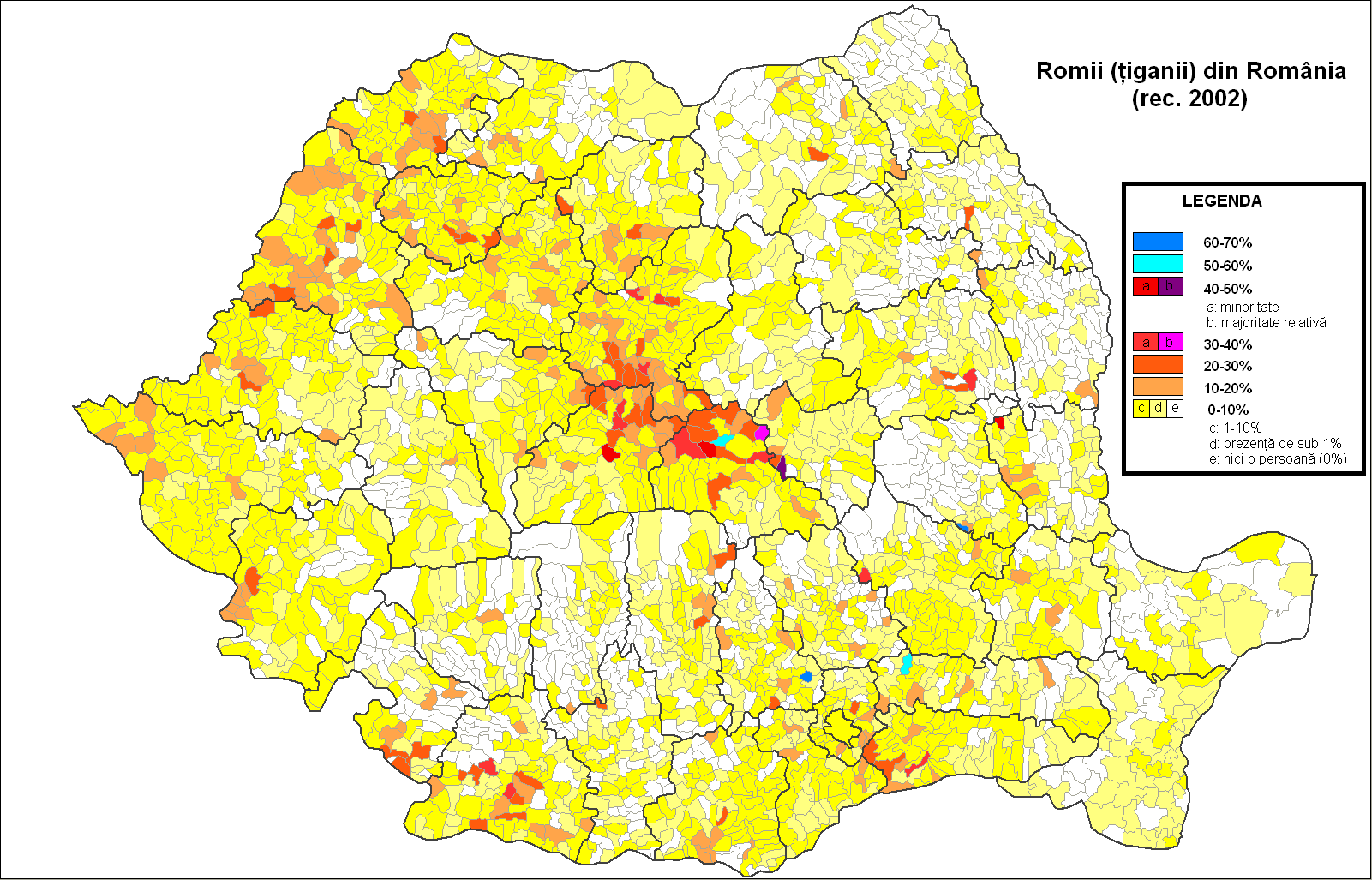
La minoria gitana a Romania per municipis (cens del 2002)

Plantilla:Historical populations
| County          | Romani population (2011 census) | %      |
| --------------- | ------------------------------- | ------ |
| Mureș           | 46,947                          | 8.52%  |
| Călărași        | 22,939                          | 7.48%  |
| Sălaj           | 15,004                          | 6.69%  |
| Bihor           | 34,640                          | 6.02%  |
| Giurgiu         | 15,223                          | 5.41%  |
| Dâmbovița       | 27,355                          | 5.27%  |
| Ialomița        | 14,278                          | 5.21%  |
| Satu Mare       | 17,388                          | 5.05%  |
| Dolj            | 29,839                          | 4.52%  |
| Sibiu           | 17,946                          | 4.52%  |
| Buzău           | 20,376                          | 4.51%  |
| Alba            | 14,292                          | 4.17%  |
| Bistrița-Năsăud | 11,937                          | 4.17%  |
| Mehedinți       | 10,919                          | 4.11%  |
| Ilfov           | 15,634                          | 4.02%  |
| Covasna         | 8,267                           | 3.93%  |
| Arad            | 16,475                          | 3.83%  |
| Vrancea         | 11,966                          | 3.52%  |
| Brașov          | 18,519                          | 3.37%  |
| Cluj            | 22,531                          | 3.26%  |
| Galați          | 16,990                          | 3.17%  |
| Argeș           | 16,476                          | 2.69%  |
| Brăila          | 8,555                           | 2.66%  |
| Maramureș       | 12,211                          | 2.55%  |
| Bacău           | 15,284                          | 2.48%  |
| Prahova         | 17,763                          | 2.33%  |
| Olt             | 9,504                           | 2.18%  |
| Teleorman       | 8,198                           | 2.16%  |
| Timiș           | 14,525                          | 2.12%  |
| Gorj            | 6,698                           | 1.96%  |
| Suceava         | 12,178                          | 1.92%  |
| Vâlcea          | 6,939                           | 1.87%  |
| Hunedoara       | 7,475                           | 1.79%  |
| Harghita        | 5,326                           | 1.71%  |
| Caraș-Severin   | 7,272                           | 1.70%  |
| Tulcea          | 3,423                           | 1.61%  |
| Vaslui          | 5,913                           | 1.50%  |
| Iași            | 11,288                          | 1.46%  |
| Neamț           | 6,398                           | 1.36%  |
| Bucharest       | 23,973                          | 1.27%  |
| Constanța       | 8,554                           | 1.25%  |
| Botoșani        | 4,155                           | 1.01%  |
| Total           | 621,573                         | 3.09 % |

## Religió
Segons el cens del 2002, el 81,9% dels gitanos són cristians ortodoxos, el 6,4% pentecostals, el 3,8% catòlics romans, el 3% reformats, l'1,1% grecs, el 0,9% baptistes, el 0,8% adventistes del setè dia, mentre que la resta pertanyen a altres religions, com ara (l'islam i luteranisme).

## Influència cultural
Entre els músics i grups gitanos romanesos destacats hi ha Grigoraş Dinicu, Johnny Răducanu, Ion Voicu, Taraf de Haïdouks, Connect-R i Nicole Cherry.
El gènere musical manele, que forma part de la cultura popular romanesa, és sovint cantat per cantants gitanos a Romania i ha estat influït en part per la música gitana, però sobretot per la música oriental portada a Romania des de Turquia durant el segle xix. L'opinió pública romanesa sobre el tema varia des del suport fins a la absoluta condemna.

## Autoproclamada "reialesa gitana"
La comunitat romaní té:
- Un "emperador de Roma de tot arreu", tal com es proclamava Iulian Rădulescu.[57] El 1997, Iulian Rădulescu va anunciar la creació de Cem Romengo, el primer estat rom a Târgu Jiu, al sud-oest de Romania. Segons Rădulescu, "aquest estat té un valor simbòlic i no afecta la sobirania i la unitat de Romania. No té forces armades ni té fronteres". Segons el cens de població del 2002, a Târgu Jiu hi ha un 96,79% de romanesos (93.546 persones), un 3,01% (romaní) (2.916 persones) i un 0,20% d'altres.[58]
- Un "rei de Roma". El 1992, Ioan Cioabă es va proclamar rei de Roma a Horezu, "davant de més de 10.000 romanes" (segons la declaració del seu fill). El seu fill, Florin Cioabă, el va succeir com a rei.[59]
- Un "rei internacional de gitanos". El 31 d'agost de 2003, segons un decret emès per l'emperador Iulian, Ilie Stănescu va ser proclamada rei. La cerimònia va tenir lloc a la catedral de Curtea de Argeş, l'església ortodoxa on van ser coronats i enterrats els monarques Hohenzollern de Romania. Ilie Stănescu va morir el desembre del 2007.[60]

## Galeria d'imatges

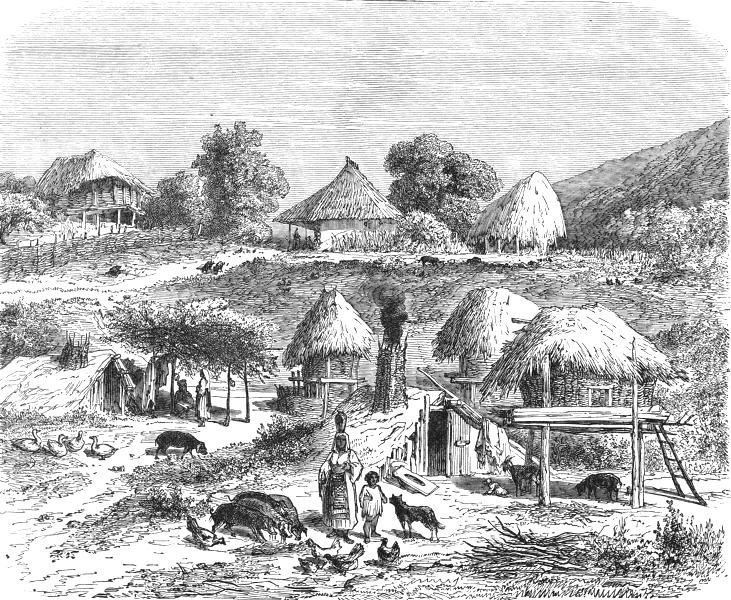
Un șatră o poble poblat per membres de la comunitat romaní de Romania
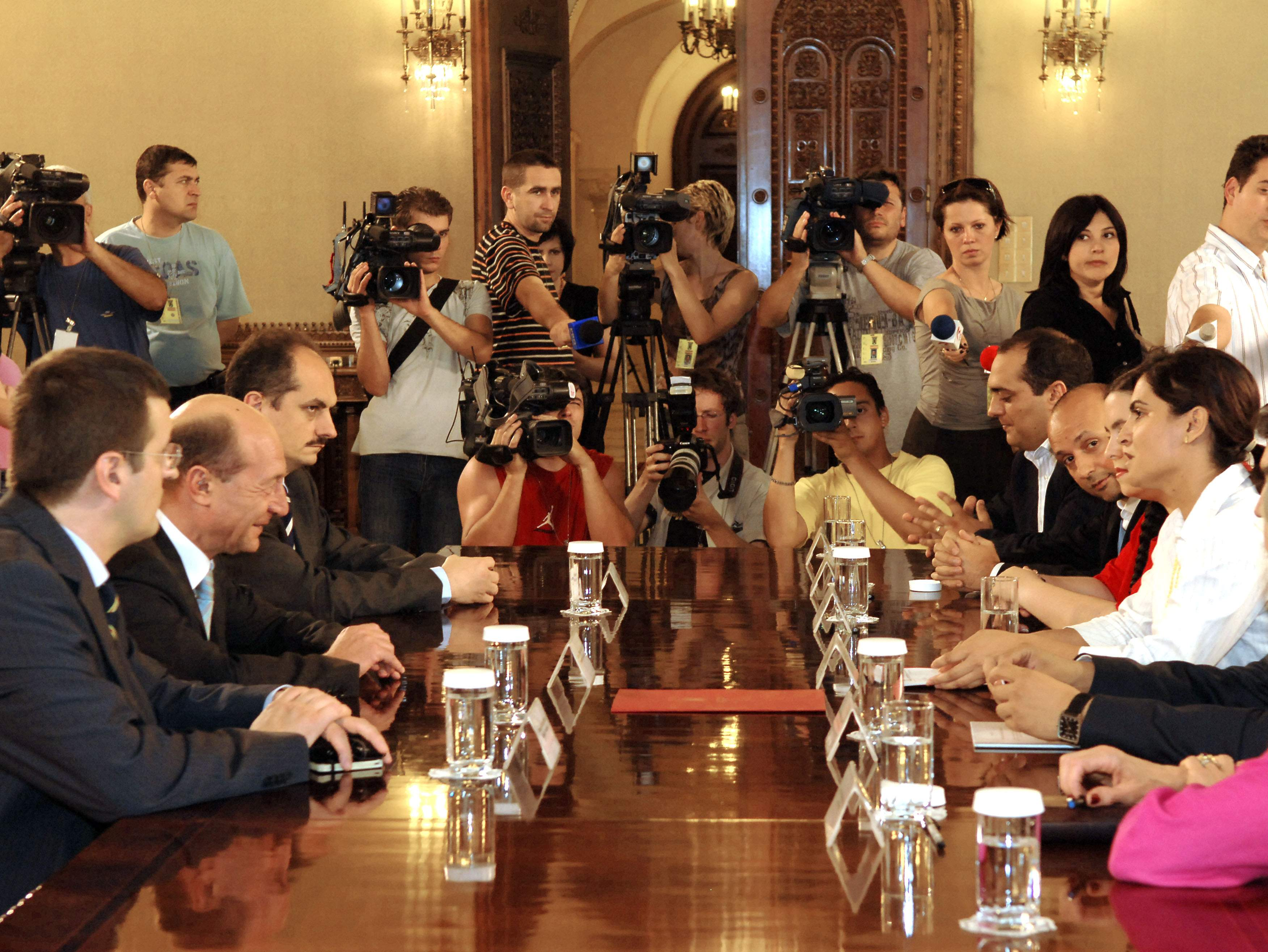
El president romanès Traian Băsescu (esquerra) en una reunió amb els representants de les organitzacions de minories romaní (dreta)
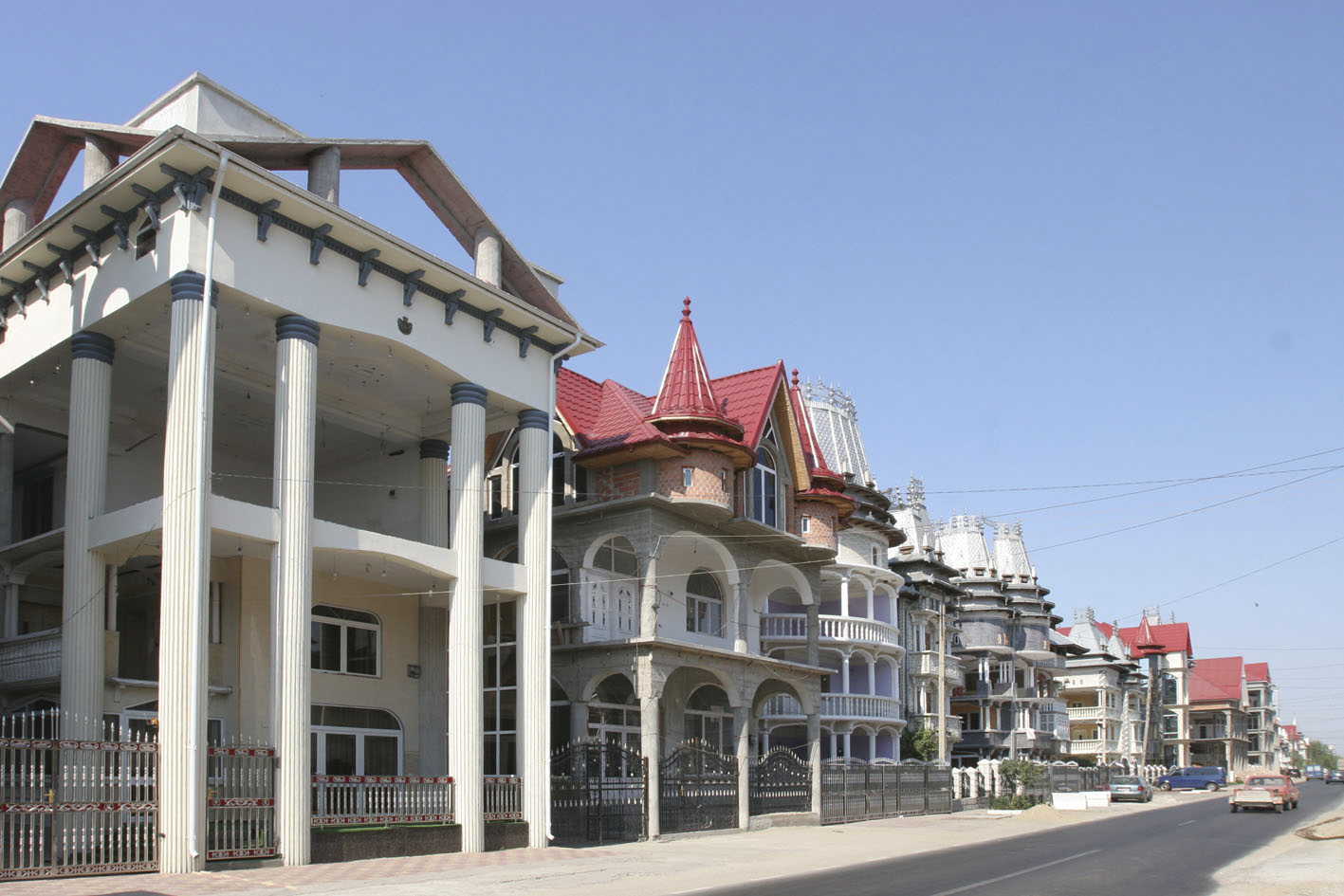
Tipus de cases propietat de famílies gitanes benestants
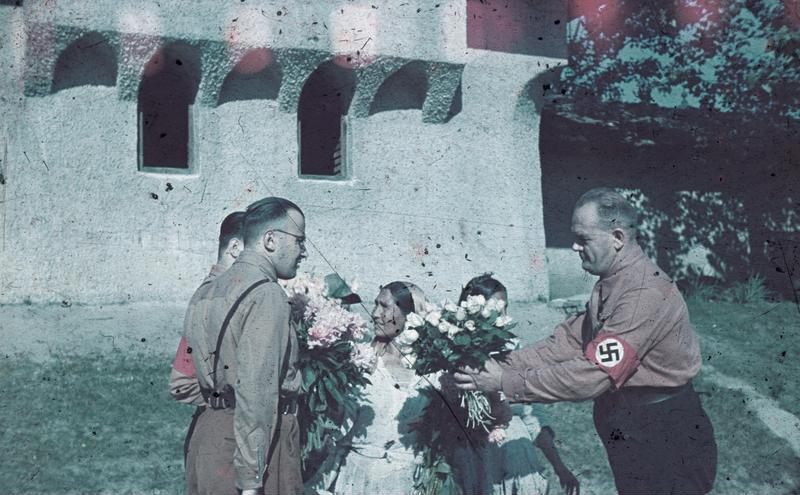
Imatge de l'era nazi. Foto posada d'alguns líders del NSDAP el 1941, amb venedors de flors gitanos.
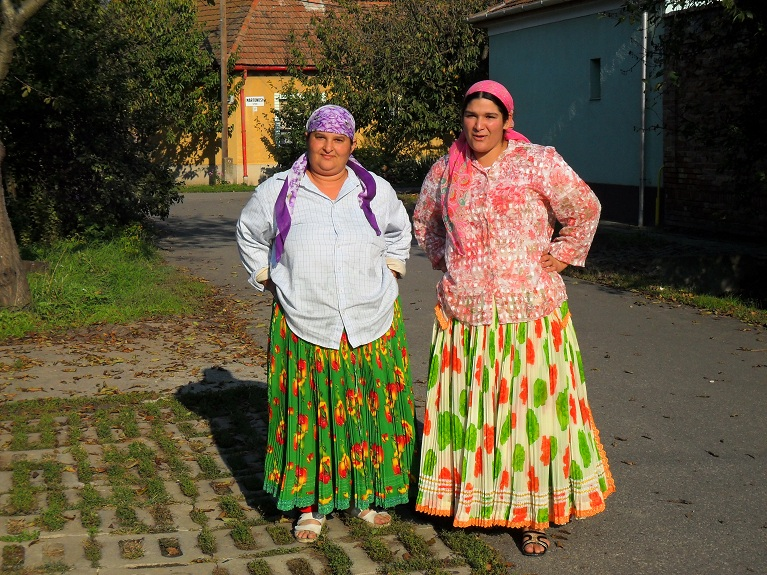
Gábor, gitanos de parla transitària hongaresa
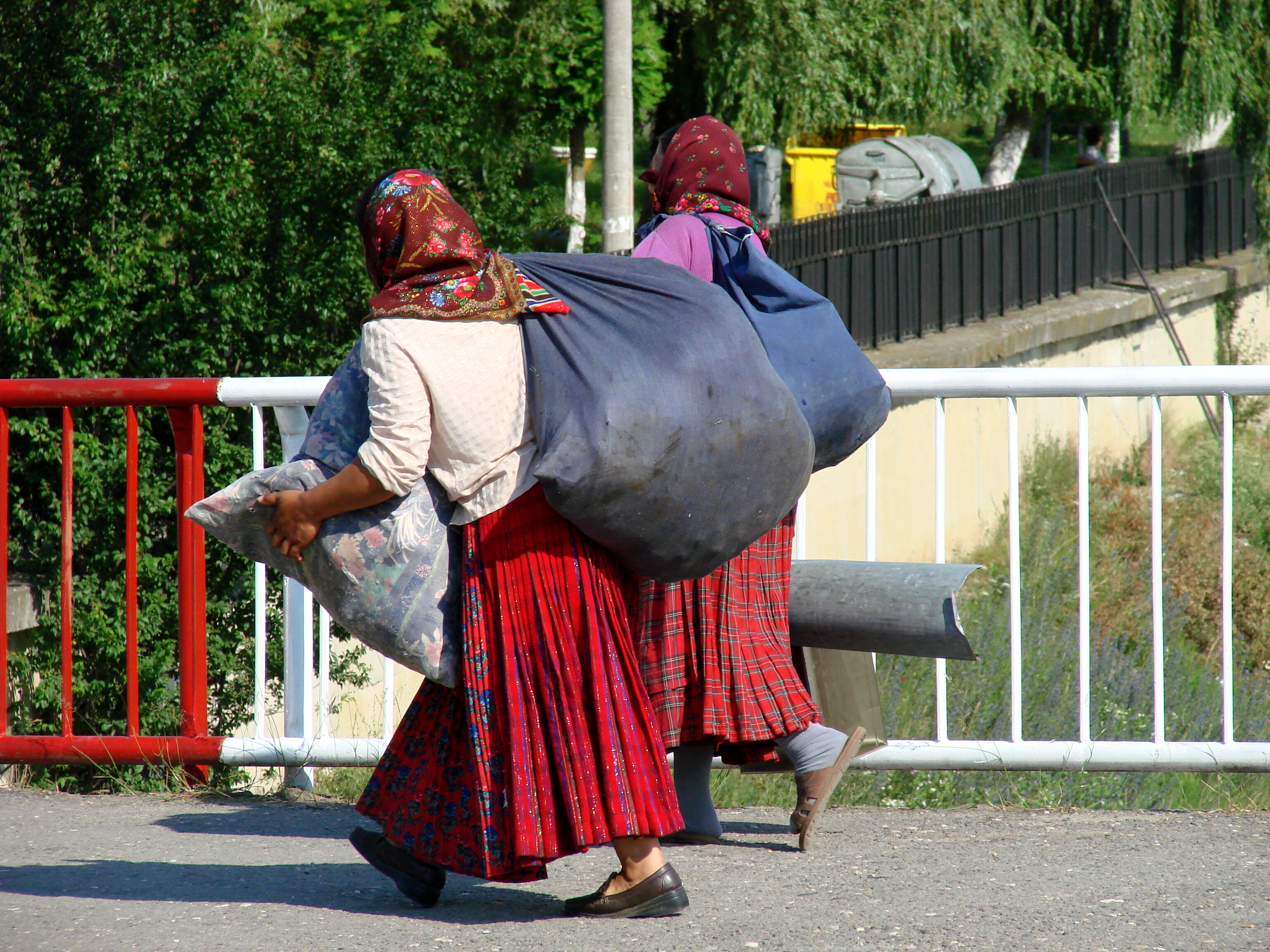
Dones gitanes que tornen d’un mercat a Sighișoara
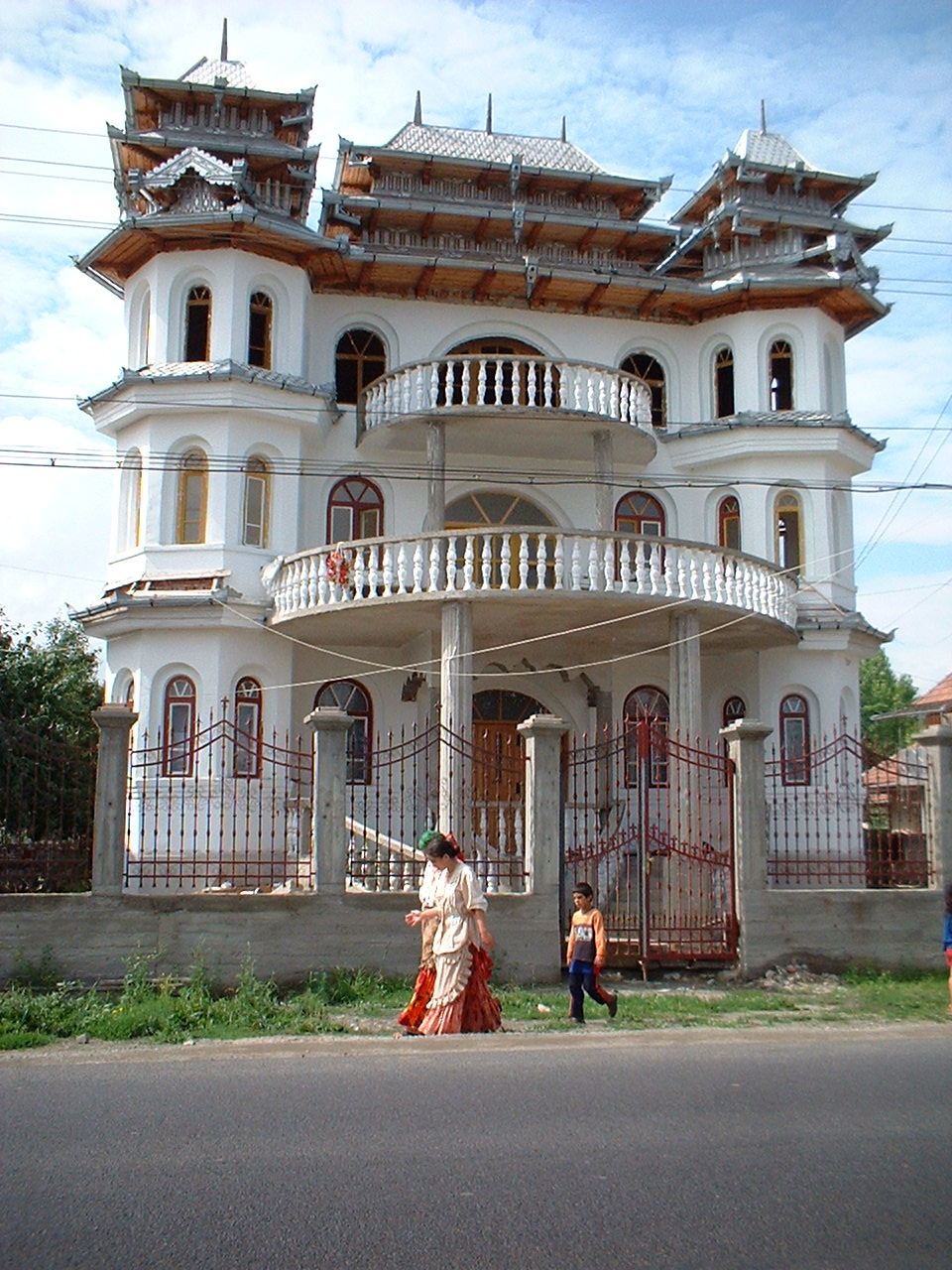
Casa d’una rica família gitana a Huedin

## Gent notable
- Florin Cioabă, antic rei dels gitanos
- Mădălin Voicu, polític
- Ion Voicu, violinista i director d'orquestra, pare de Mădălin Voicu
- Johnny Răducanu, músic de jazz
- Damian Draghici, músic de nai
- Cornelia Catangă, violí- cantant
- Nicolae Guţă, cantant de manele
- Adrian Minune, cantant de manele
- Florin Salam, cantant de manele
- Vali Vijelie, cantant de manele
- Sandu Ciorbă, cantant de música gitana
- Connect-R, cantant
- Nicole Cherry, cantant
- Bănel Nicoliţă, futbolista
- Marian Simion, boxadora olímpica
- Dorel Simion, boxador olímpic
- Florin "Rambo" Lambagiu, kickboxer